# Wal-Mart
Wal-Mart Stores, Inc és una corporació d'origen nord-americà, l'empresa minorista més gran del món, i per les seves vendes i pel nombre d'ocupats també és la major companyia del món. El seu concepte de negoci és la botiga d'autoservei de baix preu i alt volum.
L'any fiscal que va concloure el 31 de desembre de 2010, Wal-Mart va declarar 421.886 milions de dòlars en vendes. La revista Forbes apuntà que si Wal-Mart tingués la seva pròpia economia, seria la 30a en el món, just darrere de l'Aràbia Saudita.
Segons la llista de les grans empreses del món que la revista estatunidenca Fortune realitza anualment, el 2007 Wal-Mart seria l'empresa que més ingressos genera desbancant la també nord-americana Exxon Mobil.
Els principals competidors de Wal-Mart com retalistes de descompte són Kmart Corporation i la Target Corporation.
El seu model de gestió és estudiat per moltes empreses i escoles de negocis arreu del món. Paral·lelament, ha rebut moltes crítiques pel que fa als drets dels treballadors. Concretament, tenen prohibit afiliar-se a un sindicat, en un clar incompliment d'un dels drets humans proclamats per les Nacions Unides: la llibertat d'associació. Malgrat això, el fundador de Wal-Mart, Sam Walton, rebé el 1992 la Medalla de la Llibertat, una de les més altes condecoracions dels Estats Units.

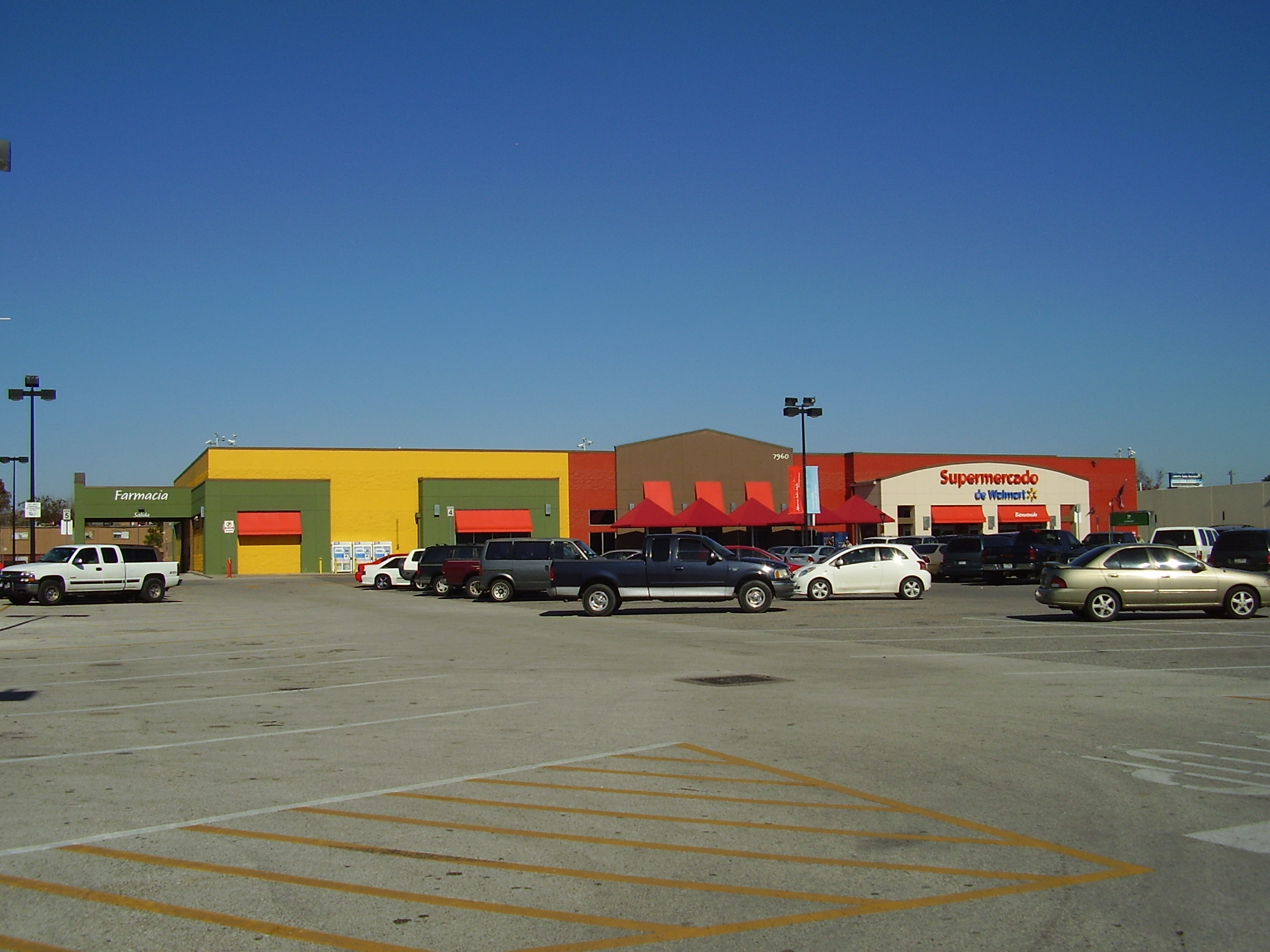
Supermercado de Walmart, Spring Branch, Houston, Texas (Estats Units)

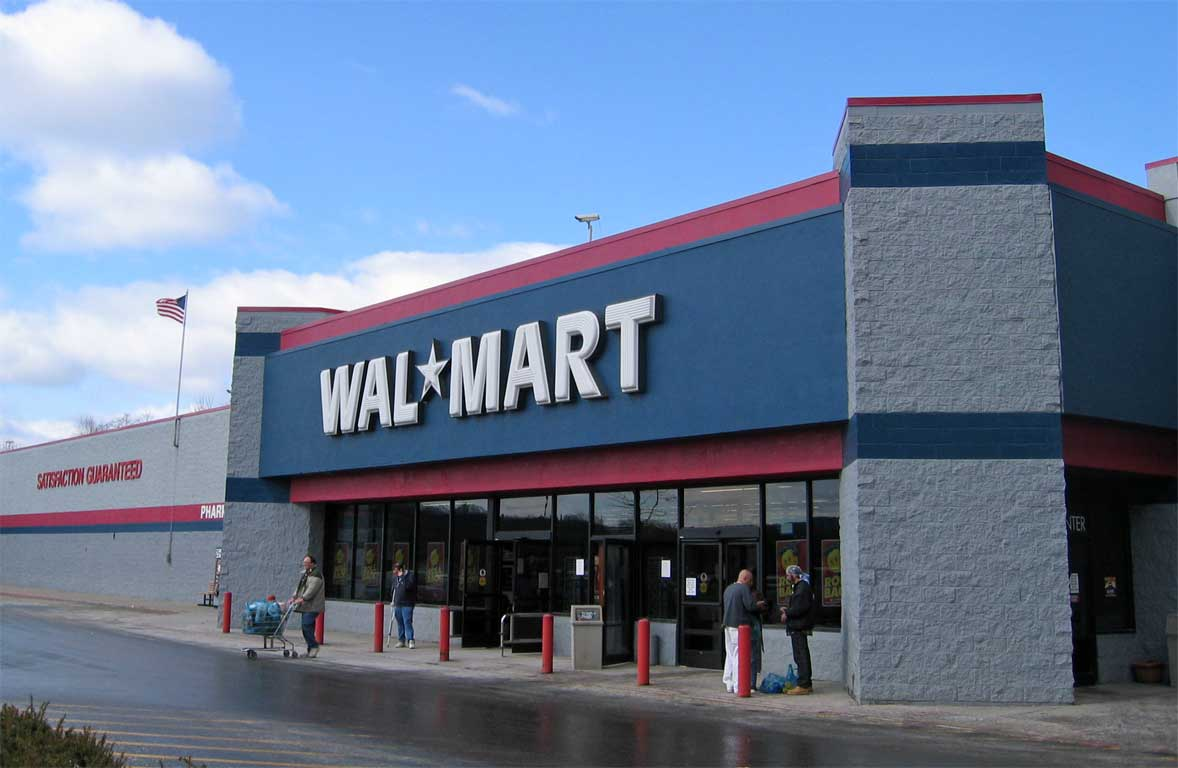
Local de Wal-Mart als Estats Units

## Història
Wal-Mart nasqué a la dècada de 1970, partint des de les zones rurals de l'estat d'Arkansas. Fundada per Sam Walton el 1962, el 1972 s'obrí a la borsa de Nova York (NYSE: WMT). Basada en una estratègia de preus baixos i una gran expansió, l'empresa va ajudar a impulsar la productivitat dels Estats Units, reduir la inflació i apuntalar el poder adquisitiu de milions de persones. Wal-Mart va accelerar la tendència a fabricar productes a Àsia i amb el seu poder comercial va eliminar milers de petites botigues minoristes.

### Primers anys (1945-1969)
En 1945, Sam Walton, un empresari i antic empleat de J. C. Penney, va comprar una sucursal de Ben Franklin Stores, propietat de Butler Brothers. Sam es va concentrar a vendre productes a baix preu per obtenir un major volum de vendes amb un menor marge de guany. Aquesta estratègia la va presentar com una campanya a favor del consumidor. Tot i això, va tenir contratemps pel fet que tant el preu del lloguer com el preu de compra de la sucursal van ser inusualment alts, però va ser capaç d'aconseguir proveïdors amb costos més baixos que els utilitzats per altres botigues transferint el que estalviava als preus dels seus productes. Les vendes van augmentar un 45 per cent en el primer any de ser el propietari, arribant fins als 105.000 dòlars en l'ingrés anual, quantitat que va augmentar a 140.000 en el següent any i a 175.000 l'any posterior. Al cinquè any, la botiga va tenir uns ingressos de 250.000 dòlars nord-americans. Quan va expirar el contracte d'arrendament del local, Sam no va poder arribar a un acord per renovar-lo, així que va obrir una nova franquícia de Ben Franklin a Bentonville (Arkansas), i la va anomenar Walton's Five and Dime.
El 2 de juliol de 1962, Walton va obrir la primera botiga de Walmart Discount City, ubicada el 719 de Walnut Avenue a Rogers, Arkansas. L'edifici ara és ocupat per una ferreteria i un antic centre comercial, mentre que la "Botiga #1" de la companyia es localitza diverses quadres a l'oest sobre la Walnut Street des de 2013 (ja que va ser transformada en un concepte de Supercentre). Durant els primers cinc anys, l'empresa es va expandir a 24 botigues al llarg d'Arkansas i va aconseguir $12,6 milions en vendes. En 1968, va obrir les seves primeres botigues fora d'Arkansas, a Sikeston, Missouri i Claremore, Oklahoma.

## Actuació durant la crisi del 2008-2009
Durant el primer trimestre de 2009, Wal-Mart va registrar un guany semblant al primer trimestre del 2008. Si s'inclou la taxa de canvi, els ingressos van caure el 0,6%, encara que si se'ls s'exclouen van pujar el 4,5%.

## Wal-Mart en el món
Fora dels Estats Units, la companyia opera a 13 països, amb magatzems a Mèxic (1249), Argentina (15), Regne Unit (336, la majoria supermercats ASDA), Canadà (290), Costa Rica (149), Brasil (297), Puerto Rico (54), Hondures (47), El Salvador (70), Guatemala (147), Nicaragua (47), Japó (391) i la Xina (184).
Els intents de Wal-Mart per internacionalitzar-se no sempre han tingut el resultat esperat. L'any 2006, va haver de retirar-se d'Alemanya i de Corea del Sud per no aconseguir adaptar-se als gustos d'aquests mercats més sofisticats i no assolir les economies d'escala necessàries. Una cosa semblant ha passat al Japó, on opera sota The Seiyu Co, Ltd, i a on associa el producte barat a baixa qualitat.

## Argentina
El primer local de Wal-Mart a l'Argentina va ser inaugurat el 1995. Està ubicat al barri d'Avellaneda, a la província de Buenos Aires, al costat de l'Alto Avellaneda Shopping Mall,
Sucursal de Wal Mart a la ciutat de Rivadavia, província de San Juan, Argentina

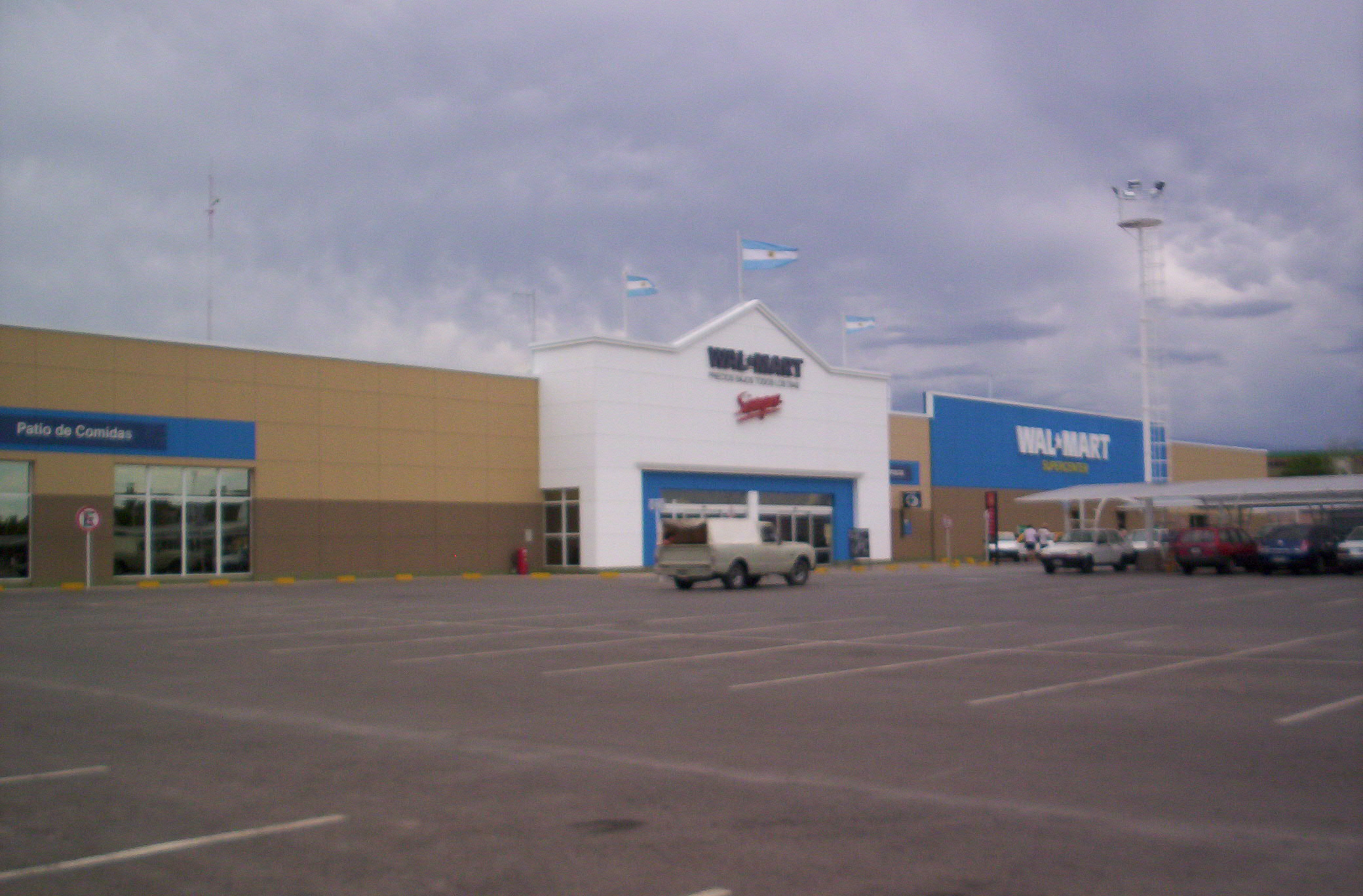
Sucursal de Wal Mart a la ciutat de Rivadavia, provincia de San Juan, Argentina

Després de la inauguració en aquesta ciutat, es van obrir sucursals a les principals ciutats del país, com Buenos Aires, San Justo, San Fernando, Córdoba, Neuquén, La Plata, Santa Fe, Mendoza, San Juan, San Luis, Bahía Blanca, Rio Cuarto, Paraná, Corrientes i Tucumán. Actualment, es troba a gairebé tot el territori, competint amb les altres grans cadenes de supermercats, com Jumbo, Coto, Disco i Carrefour. En l'actualitat és en plena etapa d'expansió pel país, inaugurant noves sucursals com Avellaneda, Tablada, Quilmes, Córdoba Sud, Santiago del Estero, Corrientes, Formosa, San Fernando, entre altres importants cuidades de l'Argentina, a més tenen previst inaugurar més sucursals a les ciutats de Salta i Neuquen i el 2009 obriran una altra sucursal al barri Saavedra al costat del nou centre comercial d'IRSA n construcció en aquesta localitat.

## Changomás
El 21 de febrer de 2007, Wal-Mart Argentina va inaugurar el primer local de la seva cadena Changomás a la ciutat de La Rioja. Es tracta d'una nova proposta que apunta a oferir qualitat, varietat, però sobretot baixos preus en ciutats mitjanes que encara no compten amb presència de les grans cadenes de supermercats.

## Mèxic
El 1991, Wal Mart s'associà amb l'empresa Xifra, operadora dels supermercats Aurrerá, per introduir al mercat mexicà la primera sucursal de Sam's Club.
Fins a 1993, inicià operacions Wal Mart Supercenter que, a poc a poc, absorbiria tots els magatzems Aurrera.
El 1994, s'integrà a aquesta societat l'empresa departamental Suburbia i la cadena de restaurants Vips i més tard la cadena de minisupers superamable.
L'any 2000, s'aprova el canvi de nom de Xifra SA de C.V. a Wal-Mart de Mèxic S.A. de C.V. i el 2006 torna a modificar-se la seva denominació social a Nova Wal-Mart de Mèxic S. de R.L. de C.V..

## Xile
El 20 de desembre de 2008 Wal-Mart va acordar la compra de D&S, la major operadora de supermercats de Xile que opera als Supermercats Líder.
Wal-Mart va llançar una Oferta Pública d'Adquisició d'Accions pel 100% de l'empresa, per la qual cosa oferí US $ 0,408 per acció (uns $ 259.488). La xifra que representava un premi de 37% en relació al preu mitjà dels 30 dies previs. L'operació, a més, valorà l'empresa en 2.660 milions de dòlars EUA.

## Crítiques
Un comitè ètic noruec va concloure en un informe remès el novembre de 2005, que Wal-Mart "viola de manera sistemàtica els drets humans i els drets laborals dels seus treballadors", "fa servir de forma sistemàtica a menors d'edat, en condicions de treball perilloses, discrimina la dona i no compensa les hores extres dels empleats".

## Wal-Mart: L'Alt Cost dels Preus Baixos

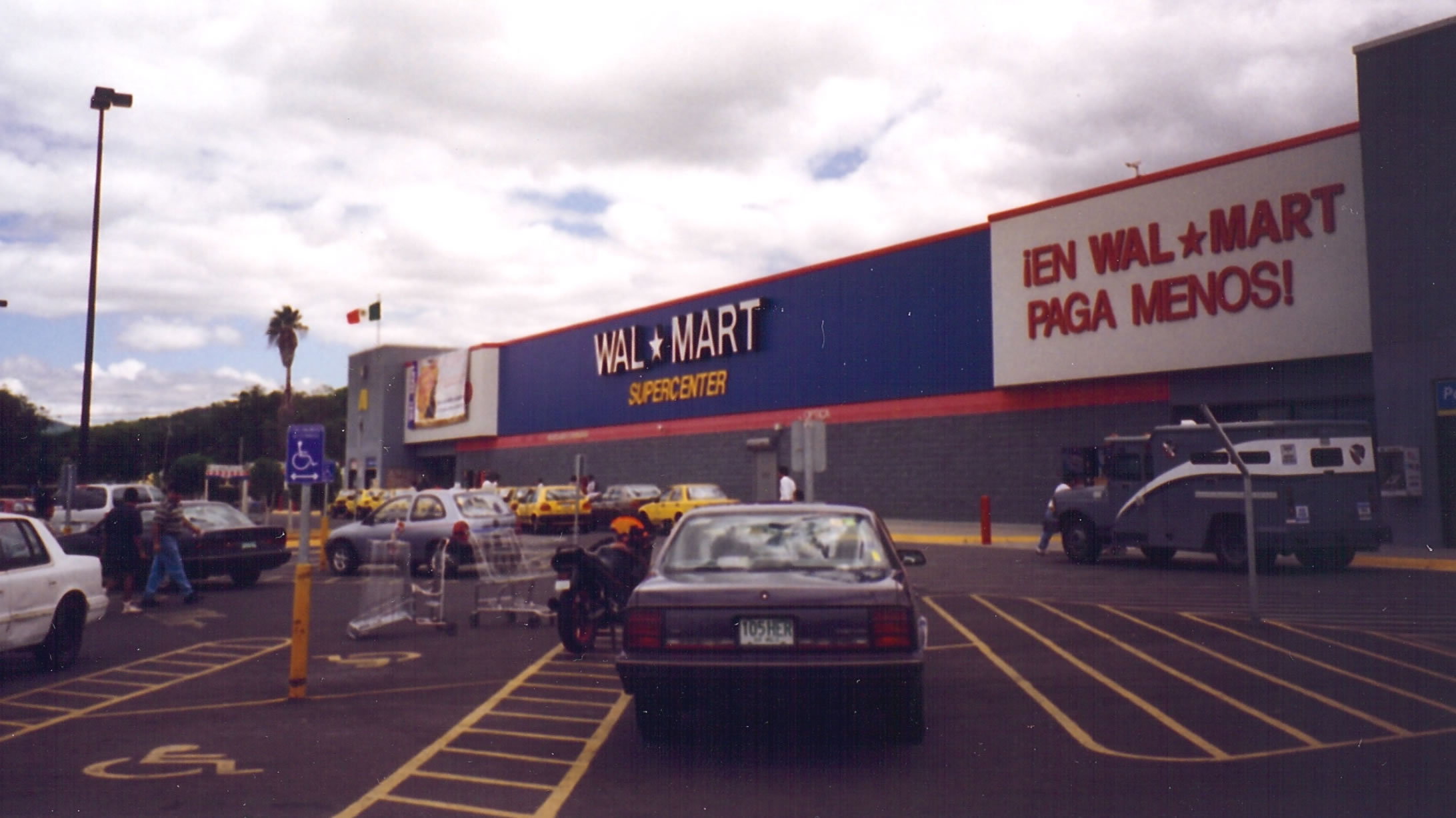
Wal-Mart a Santiago de Querétaro, Mèxic

El 4 de novembre de 2005, és llançat en DVD el documental "Wal-Mart: L'Alt Cost dels Preus Baixos (Wal-Mart: The High Cost of Low Price, pel seu títol en anglès), dirigida pel documentalista Robert Greenwald i distribuïda per la Brave New Films i Disinformation Company. La pel·lícula va ser llançada de manera restringida a Nova York i Los Angeles, i va ser presentada per tot el país gràcies a crítics de Wal-Mart, com els sindicats. El film és un recull de les diverses demandes per les quals la cadena de supermercats ha estat acusada, no només als Estats Units sinó també en els altres països on opera, mostra a més testimonis de persones que van tenir negocis propis i van caure en fallida poc després que s'inaugurés una botiga Wal-Mart a la seva localitat, també hi ha testimonis de gent que alguna vegada va treballar en alguna sucursal i manifesten haver estat discriminats, vigilats i fins i tot violats els seus drets que per llei els corresponen. També pretén presentar la manera com la botiga es protegeix dels sindicats, així com el suposat ús d'immigrants il·legals que són tancats a la nit dins dels seus locals per netejar-los, entre altres fets igualment condemnables.
Davant el film que l'ataca àmpliament, i una setmana abans de la seva estrena, Wal-Mart Stores Inc es va posar a la defensiva, al·legant que la pel·lícula de Greenwald conté informació errònia, la desestima com a "vídeo de propaganda", i que "és obvi que al senyor Greenwald li interessen molt poc els fets ", va dir Wal-Mart en un comunicat
També és possible veure en el film a grups activistes que refusen que s'instal·lin locals de Wal-Mart a la seva comunitat.